# Sciara hyalinata
Sciara hyalinata är en tvåvingeart som först beskrevs av Johannes Winnertz 1867.  Sciara hyalinata ingår i släktet Sciara och familjen sorgmyggor.
Artens utbredningsområde är Österrike. Inga underarter finns listade i Catalogue of Life.